# Дикин, Альфред
Альфред Дикин (англ. Alfred Deakin; 3 августа 1856, Фитцрой Мельбурн, Австралия — 7 октября 1919, там же) — австралийский адвокат, писатель, журналист и политик, второй премьер-министр страны. Трижды занимал пост в первые десять лет существования федерации. Часто называется «конструктором федерации».

## Биография
Альфред Дикин родился 3 августа 1856 года в Коллингвуде, пригороде Мельбурна. Он являлся младшим ребёнком в семье Уильяма Дикина из Англии и Сары Билл из Уэльса. Его родители покинули Великобританию в декабре 1849 года и после многочисленных разъездов в 1853 году обосновались в Коллингвуде.

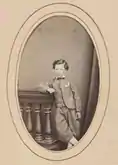
Альфред Дикин в детстве

Дикин начал учиться с 4 лет, а в 1864 году пошёл в англиканскую среднюю школу. Он много занимался академическими предметами, получил несколько призов, но позднее вспоминал школьные годы как время упущенных возможностей. В 1871 году он окончил школу и продолжил образование в Мельбурнском университете. Он изучал закон, посещая лекции в вечернее время и подрабатывая днём школьным учителем. В 1877 году он окончил обучение и получил кресло в суде. Во время учёбы в университете Альфред Дикин посещал университетский клуб дебатов, а также воскресную школу спиритуализма.
В 1874 году он занялся литературной деятельностью, писал поэмы, эссе, критические статьи. Его сестра, талантливая пианистка, всё время поддерживала его интерес к литературе. В мае 1878 года Дикин познакомился и подружился с Дэвидом Симом, который предложил ему писать политические статьи для газеты The Age и её еженедельной версии Leader. Дикин проработал журналистом пять лет.
В 1890-х годах в ходе экономического спада Дикин потерял все свои сбережения, а также сбережения отца, однако позднее выплатил все свои долги, принимая участие в совете директоров различных компаний. В 1900 году он втайне вернулся к журналистской работе, делая под псевдонимом еженедельные статьи об австралийской политике для "The Morning Post". В 1944 году эти заметки были опубликованы единым сочинением под названием The Federal Story (Федеральная история). В 1904—1906 годах Дикин писал также для National Review.
Умер Альфред Дикин в Мельбурне 7 октября 1919 года.

## Политическая карьера
Политическая карьера Альфреда Дикина также началась при поддержке Дэвида Сима, который предложил его кандидатуру на выборах 1879 года. В 1880-е годы занимал ряд государственных постов в Виктории. Дикин показал себя способным компромиссным политиком. В 1885 году он предложил акт о фабриках — во многом социалистический проект, устанавливающий санитарные нормы на предприятиях, предусматривающий ограничение продолжительности рабочего времени для женщин и детей, а также компенсации за производственные травмы. В 1886 году Дикин увлёкся идеей ирригационных систем и сохранения воды. Первый же законопроект в этой области передавал производство в руки местных компаний (ранее им занимались компании метрополии). Несмотря на то, что первая ирригационная система на начальных этапах столкнулась с большими трудностями, связанными с техническими проблемами, депрессией 1890-х годов и сильнейшей засухой, в дальнейшем проект стал будущим сельского хозяйства штата Виктория и Австралии в целом.

Эдмунд Бартон и Альфред Дикин в 1898 году.

В 1887 году Альфред Дикин представлял Викторию на конференции колоний в Лондоне. Он был настоящим патриотом Виктории с идеями колониального национализма. В Лондоне Дикин стал сторонником Австралийского Союза, а по приезде его ожидала триумфальная встреча. В 1891 и 1897—1898 годах участвовал в конференциях, посвящённой проекту создания союза. В 1900-м году, в составе австралийской делегации, Дикин отправился в Лондон и добился прохождения в британском парламенте акта о создании Австралийского Союза. На протяжении 1890-х годов Дикину неоднократно предлагали посты в кабинете министров, но он отказался от всех предложений. В это время он совершил путешествие в Индию, где занимался ирригационной компанией.
В 1901 году был образован Австралийский союз, первым премьер-министром которого стал Эдмунд Бартон. В это время Дикин получил пост генерального прокурора Союза. Кроме того, он принимал участие в создании теневого кабинета и распределении портфелей. Когда в 1903 году Бартон перешёл в Верховный суд, Дикин стал его преемником. В 1903—1904, 1905—1908 и 1909−1910 годах он занимал пост премьер-министра, при этом первые два срока он был также министром иностранных дел. Будучи лидером либеральной партии, он формировал коалиционное правительство с лейбористами в 1903 и 1905 годах. Коалиция с консерваторами в 1909 году оказалась крайне непопулярной и привела к отставке.
Ещё два года Дикин оставался лидером либералов, однако в 1912 году его стала подводить память и 8 января 1913 года он ушёл из политики.

## Семья

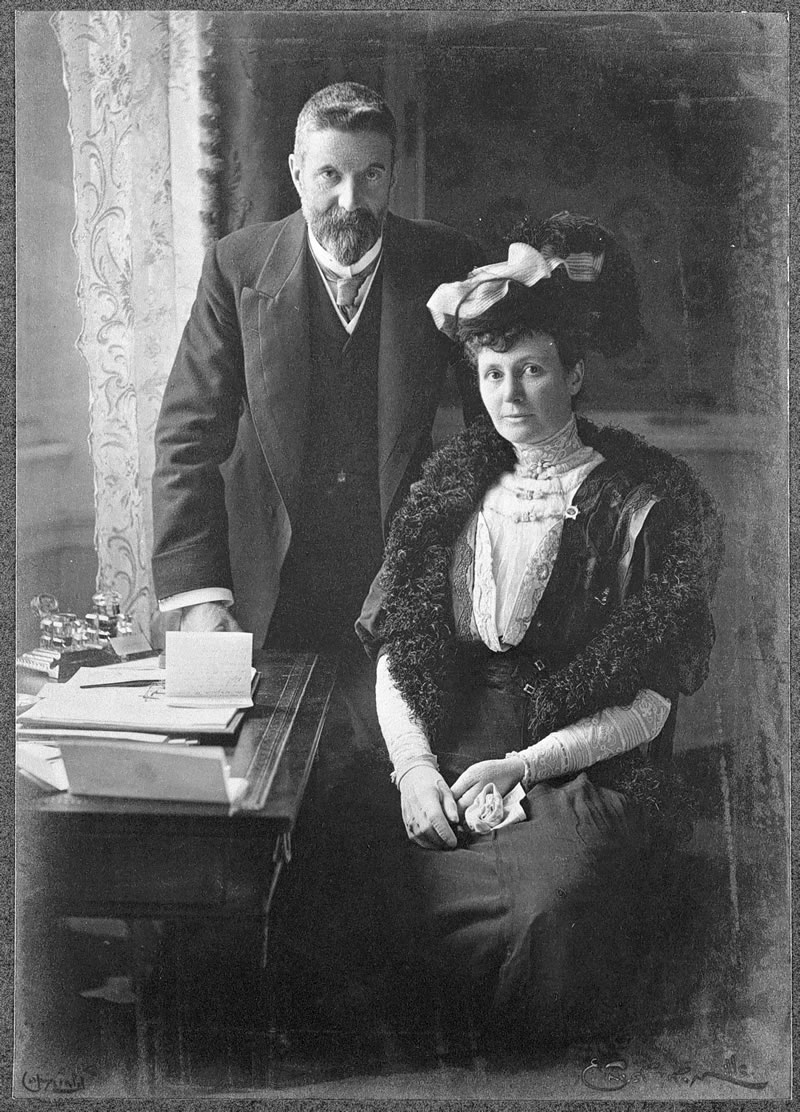
Альфред Дикин с женой в 1907 году

У Альфреда была сестра, Кэтрин Сара. Супругой стала леди Элизабет Маргарен Энн Дикин (урождённая Браун), также известная как Пэтти, — известный филантроп, дама-командор ордена Британской империи. Она была его ученицей на 6 лет младше. С ней у Альфреда было трое детей:
- Айви Брукс (14 июля 1883 — 27 декабря 1970), президент Национального женского совета Австралии, была замужем за известным бизнесменом и филантропом Гербертом Робинсоном Бруксом[5];
- Стелла Риверт (1886—1976), род занятий неизвестен. Муж — сэр Альберт Чербери Дэвид Риветт[англ.], академик и учёный-химик, рыцарь-командор ордена Британской империи[6].
- Леди Вера Дикин Уайт (25 декабря 1891 — 9 августа 1978), военный (участник Первой мировой), филантроп и работник Красного креста. Кавалер ордена Британской империи[7]. Супруга сэра Томаса Уолтера Уайта, пилота и героя Первой мировой, награждённого орденом Британской империи, знаком отличия офицеров колониальных вспомогательных войск[англ.] и крестом «За выдающиеся лётные заслуги»[8];

## Память

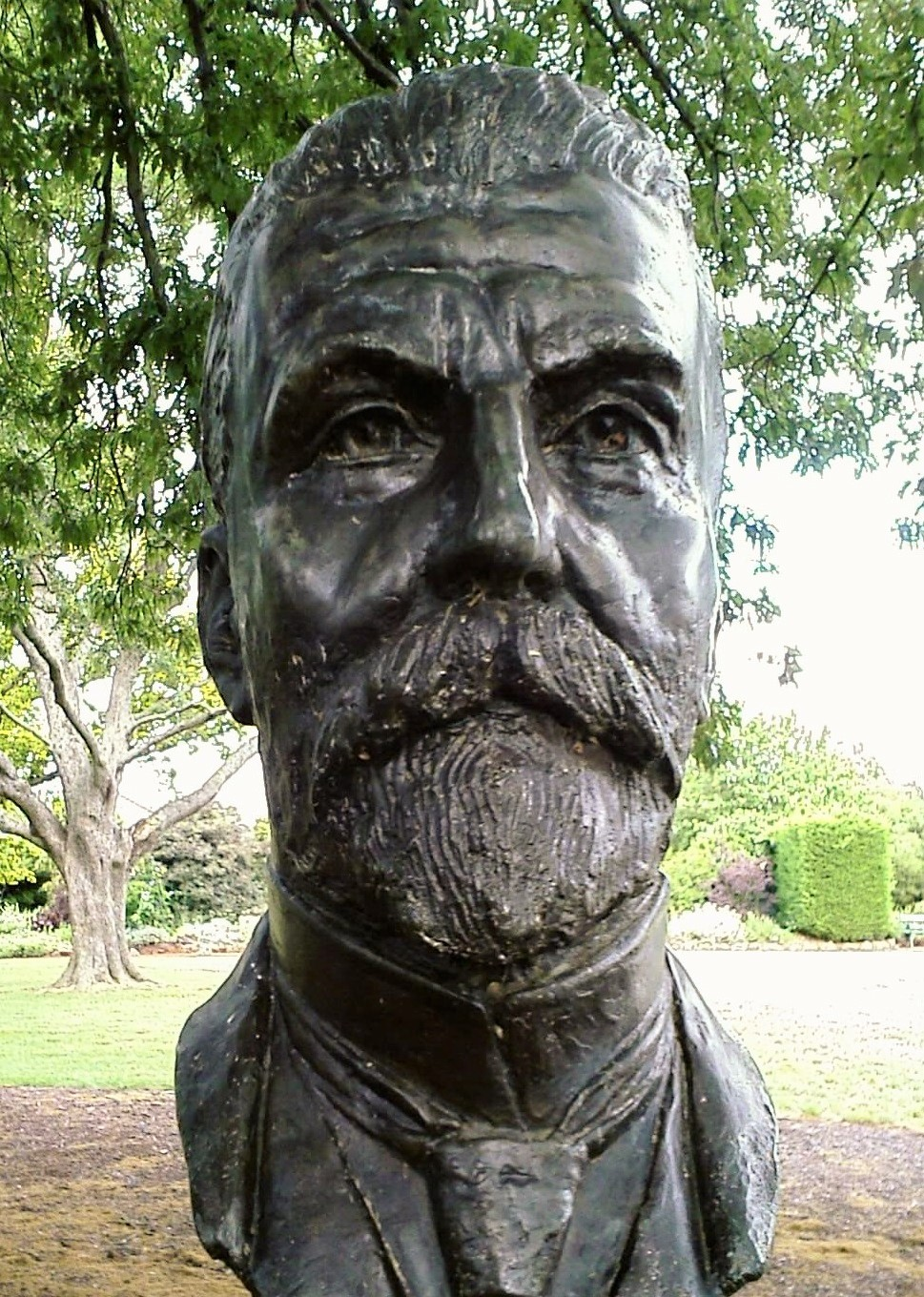
Бюст в Ботаническом саду Балларата

Почитается в стране как конструктор федерации. При жизни Дикин постоянно отказывался от почестей, говоря о том, что история расставит всё по местам и лишь спустя годы будет понятно, достоин он этого или нет. В возрасте 30 лет ему впервые было предложено звание рыцаря за участие в конференции по конституции 1887 года. Трижды (в 1900, 1907 и 1913 годах) ему было предложено войти в тайный совет, что дало бы возможность носить титул Достопочтенный. Все три раза он отказывался. Это было достаточно уникальным явлением, поскольку вплоть до 1970-х годов все остальные премьер-министры (кроме третьего, Криса Уотсона, которому не предлагали) состояли в этом органе. Он дважды отказывался от почётных степеней доктора права двух университетов — Оксфордского в 1900 и Кембриджского в 1912, считая, что они должны вручаться только за академические успехи. В целом он принимал награды лишь в двух случаях — когда это следовало интересам всей страны или когда считал, что отказ может быть воспринят как оскорбление. Во время своего визита в Англию в 1907 году принял титул почётного гражданина Лондона и Эдинбурга, а также почётного члена адвокатского объединения Грейс-Инн. А почётную степень он принял лишь однажды — от Калифорнийского университета когда выступал он имени Австралии на Панамо-Тихоокеанской международной выставке.

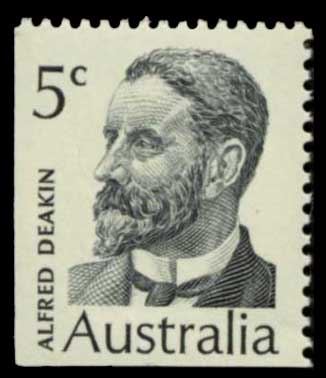
Почтовая марка 1969 года

После смерти в честь Дикина был назван ряд объектов:
- Дикин[англ.], пригород в Австралийской столичной территории;
- Средняя школа имени Альфреда Дикина[англ.] в пригороде Дикин;
- Кампус Дикина в мельбурнской гимназии[англ.][14];
- Холл Дикина в университете Монаша[15];
- Отдел Дикина[англ.], выборный отдел в штате Виктория;
- Университет Дикина, штат Виктория (три корпуса, расположенных в разных местах). Является одним из двух премьер-министров с такой почестью (второй — Джон Кэртин). Также в университете находится библиотека имени премьер-министра Альфреда Дикина[16];
  - Дикин Скаут (англ. Deakin Scout), навигатор, разработанный университетом его имени[14].

Его бюст работы скульптора Уолеса Андерсона стоит вторым на Авеню премьер-министров в Ботаническом саду Балларата, Балларат, Виктория, Австралия.
В 1969 году Почта Австралии выпустила почтовую марку с изображением Альфреда Дикина.

## Первоисточники
- Deakin Alfred. A New Pilgrim's Progress (англ.). — Melbourne: Terry, 1877. — 257 p.
- Deakin Alfred. Federated Australia: Selections from Letters to the Morning Post 1900-1910 (англ.) / La Nauze John Andrew. — Melbourne: Melbourne University Press, 1966. — 314 p. — ISBN 9780522838428.
- Deakin Alfred. Irrigated India : an Australian view of India and Ceylon, their irrigation and agriculture (англ.). — London: W. Thacker & Co, 1893. — 322 p.
- Deakin Alfred. Irrigation in western America, so far as it has relation to the circumstances of Victoria: a memorandum for the members of the Royal Commission on water supply (англ.). — Melbourne: Government Printer, 1885. — 175 p.
- Deakin Alfred. Quentin Massys: a drama in five acts (англ.). — Melbourne: J.P. Donaldson, 1875. — 51 p.
- Deakin Alfred. Temple and Tomb in India (англ.). — Melbourne: Melville, Mullen and Slade, 1893. — 153 p.
- Deakin Alfred. The Crisis in Victorian Politics, 1879-1881: A Personal Retrospect (англ.) / La Nauze John Andrew. — Melbourne: Melbourne University Press, 1957. — 94 p.
- Deakin Alfred. The Federal Story: The Inner History of the Federal Cause (англ.) / La Nauze John Andrew & H. R. Brookes. — Sydney: Robertson & Mullens, 1944. — 170 p.
- Murdoch Walter[англ.], Alfred Deakin. Walter Murdoch and Alfred Deakin on Books and Men: Letters and Comments, 1900—1918 (англ.) / La Nauze John Andrew. — Melbourne: Melbourne University Press, 1974. — 108 p. — ISBN 9780522840568.